# CD-6
CD-6 (N-этил-N-метоксиэтил-3-метил-п-фенилендиамин ди-4-толусульфонат) — органическое соединение с формулой C26H36N2O7S2. Используется как цветное проявляющее вещество паратолуилендиаминового ряда в фотографии. CD-6 — торговое название, использующееся фирмой Kodak и являющееся сокращением от Color Developing Agent 6 (цветное проявляющее вещество 6).

## Физические и химические свойства
Светло-розовый порошок. Молярная масса 552,7 г/моль. Температура кипения 764,9 °C, температура вспышки — 416,4 °C.

## Применение
Использовалось при высокотемпературной обработке цветофотографических материалов Kodak и Fujifilm. В патенте, описывающем одну из последних версий обработки плёнки Kodachrome, предлагалось к использованию для цветного проявления наряду с другими цветными проявителями.

## Токсичность
Как и другие цветные проявители, может вызывать дерматиты. Помимо кожи может раздражать глаза и респираторную систему. Не является канцерогеном.

## Синонимы
Другие используемые в литературе синонимы: N-этил-N-(2-метоксиэтил)-3-толуидин ди-4-толусульфонат, 2-метил-N-(2-метоксиэтил)-N-этилбензол-1,4-диамин бис(4-метилбензолсульфонат).